# Yvonne Cagle
Yvonne Darlene Cagle (Nueva York, Estados Unidos, 24 de abril de 1959) es una astronauta estadounidense de la NASA y doctora en medicina en el Centro Espacial Lyndon B. Johnson de Huston, Texas. Fue seleccionada alumna del año en 1999 por la Universidad Estatal de San Francisco.

## Biografía
Nació el 24 de abril en West Point, Nueva York, y  se graduó por la Novato High School en Novato, California.  Recibió su licenciatura en bioquímica por la Universidad Estatal de San Francisco en 1981, y su título de medicina por la Universidad de Washington en 1985. Completó sus prácticas en el Hospital General Highland en Oakland, California en 1985 y recibió un certificado en medicina aeroespacial por la Escuela de Medicina Aeroespacial en la Brooks Air Force Base, Texas, en 1988. Luego completó una residencia en medicina familiar en Ghent FP en la Eastern Virginia Medical School en 1992 y recibió la certificación como examinadora médica de aviación sénior por la Administración Federal de Aviación en 1995.

### Fuerzas aéreas de los Estados Unidos
Se retiró de la Fuerza Aérea de los Estados Unidos (USAF) con el rango de Coronel en 2008. Como oficial médica comisionada en la USAF, se desempeñó como oficial de enlace médico de la Fuerza Aérea para la misión STS-30, antes de convertirse en astronauta de la NASA. Trabajó como médico en la Clínica de Salud Ocupacional de la NASA desde 1994 hasta 1996.  En abril de 1996 fue seleccionada por la NASA para el entrenamiento de astronautas.

## Carrera en la NASA
Cagle fue miembro de la clase de astronautas de 1996, donde completó dos años de capacitación y evaluación y está calificada para la asignación de vuelos como especialista en misiones. Al principio fue asignada a la rama de planificación de operaciones de la oficina de la NASA, para dar apoyo al programa del trasbordador espacial y la Estación Espacial Internacional, seguida de una asignación especial al Centro de Investigación Ames de la NASA.
Actualmente trabaja como profesora visitante en la Universidad de Fordham por sus significativas contribuciones a los campos de la ciencia, la tecnología y la salud humana. Su trabajo principal es preservar los datos históricos del legado espacial de la NASA mientras que impulsa el liderazgo de la NASA en mapeo global, energías sostenibles, iniciativas verdes y preparación ante desastres.
Recientemente ha sido seleccionada como tripulante de reserva para la Hawai'i Space Exploration Analog and Simulation (HI-SEAS), que es parte de un estudio de la NASA para determinar la mejor manera de mantener a los astronautas bien alimentados durante misiones de varios años a Marte o la luna.